# Stiftung Ernst-Reuter-Archiv
Die Stiftung Ernst-Reuter-Archiv (SERA) ist eine überparteiliche, gemeinnützige und nicht rechtsfähige Stiftung mit Sitz in Berlin. Sie befasst sich mit Ernst Reuter und seiner Familie sowie mit der Geschichte Berlins und Deutschlands im 20. Jahrhundert.

## Entstehung, Auftrag, Finanzierung und Organisation

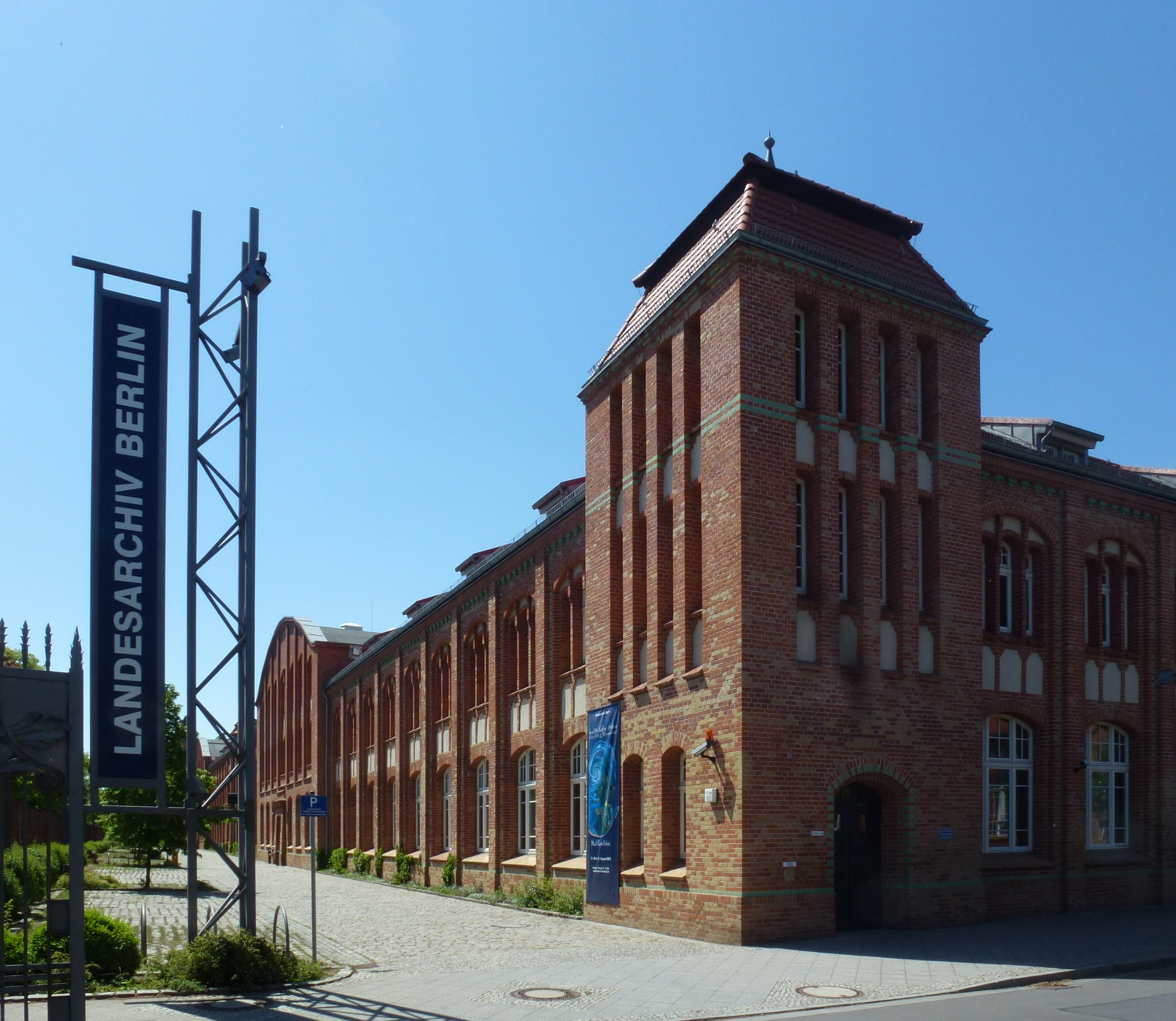
Sitz der Stiftung Ernst-Reuter-Archiv ist das Landesarchiv Berlin.

Die Stiftung Ernst-Reuter-Archiv wurde am 26. März 2010 durch den damaligen Regierenden Bürgermeister von Berlin Klaus Wowereit (SPD), Edzard Reuter (Ehrenbürger von Berlin) und Uwe Schaper (ehem. Direktor des Landesarchivs Berlin) gegründet. Sie ist der Erforschung des Lebens und Wirkens von Ernst Reuter (1889–1953) gewidmet. Darüber hinaus leistet die Stiftung einen Beitrag zur zeithistorischen Berlin-Forschung. Ihr Schwerpunkt liegt auf der Zeitgeschichte seit 1945.
Die gemeinnützige Stiftung wird vom Land Berlin getragen. Als nicht rechtsfähige Einrichtung ist sie an das Landesarchiv Berlin angebunden. Die Treuhänderschaft liegt beim Direktor des Landesarchivs Berlin. Zudem begleitet und kontrolliert ein Kuratorium die Stiftungsarbeit. Es besteht 2025 aus acht Mitgliedern: Dorothee Brantz (Berlin), Eberhard Diepgen (Berlin), Manfred Görtemaker (Potsdam), Sven Kriese (Berlin; stellvertretender Vorsitzender), Walter Momper (Berlin), Sigrid E. Nikutta (Berlin, Vorsitzende), Reiner Schmock-Bathe (Berlin) und Hermann Wentker (Berlin). Seit dem 1. Mai 2011 ist auf Beschluss des Kuratoriums der Historiker Michael C. Bienert als Vorstand und Geschäftsführer der Stiftung Ernst-Reuter-Archiv tätig. Am 11. Mai 2023 wählten die Kuratoriumsmitglieder Sigrid Nikutta zur neuen Vorsitzenden. Sie folgt damit Edzard Reuter nach, der das Gremium seit 2010 geleitet hatte.

## Aufgaben
Die Stiftung hat sich der Erforschung des Lebens und Wirkens von Ernst Reuter und seiner Familie verschrieben. In den vergangenen Jahren sind zahlreiche Forschungsarbeiten entstanden, die sich unter anderem mit Ernst Reuter und dem türkischen Städtewesen, Reuters Kampf für die Freiheit sowie mit Hanna Reuter, der zweiten Ehefrau Ernst Reuters, beschäftigen. Auch der Geschichte Berlins widmet sich die Stiftung in verschiedenen Projekten. Die Ergebnisse werden überwiegend in den zwei Schriftenreihen der Stiftung publiziert: „Zeitgeschichte im Fokus“ und die „Ernst-Reuter-Hefte“. Zu den Autorinnen und Autoren gehören u. a. Peter Brandt, Stefan Creuzberger, Kristina Hübener, Matthias Oppermann, Heinz Reif, Uwe Schaper, Jens Schöne und Hermann Wentker.
Im Rahmen der politischen Bildungsarbeit organisiert die Stiftung Workshops und Tagungen, bereitet Ausstellungen vor und veranstaltet Seminare und Vorträge. Außerdem werden Forschungsvorhaben gefördert, die sich mit Ernst Reuter und der Berliner Zeitgeschichte beschäftigen.
Schließlich bemüht sich die Stiftung darum, den im Landesarchiv Berlin verwahrten Nachlass Ernst Reuters durch Schenkungen, Überlassungen und Kooperationen mit ausländischen Archiven zu ergänzen. Zudem verwahrt sie das Depositum Edzard Reuters und stellt es der Forschung zur Verfügung.

## Publikationen
- Michael C. Bienert/Uwe Schaper/Hermann Wentker (Hrsg.): Hauptstadtanspruch und symbolische Politik. Die Bundespräsenz im geteilten Berlin 1949–1950 (= Zeitgeschichte im Fokus, Bd. 1). Berlin 2012.
- Michael C. Bienert/Stefan Creuzberger/Kristina Hübener/Matthias Oppermann (Hrsg.): Die Berliner Republik. Beiträge zur deutschen Zeitgeschichte seit 1990 (= Zeitgeschichte im Fokus, Bd. 2). Berlin 2013.
- Michael C. Bienert: Reisen in die Zukunft. Die USA-Besuche des Berliner Magistrats 1929 (= Ernst-Reuter-Hefte, H. 4). Berlin 2014.
- Michael C. Bienert/Lars Lüdicke (Hrsg.): Preußen zwischen Demokratie und Diktatur. Der Freistaat, das Ende der Weimarer Republik und die Errichtung der NS-Herrschaft, 1932–1934 (= Zeitgeschichte im Fokus, Bd. 5). Berlin 2018.
- Michael C. Bienert/Lars Lüdicke (Hrsg.): Preußen zwischen Demokratie und Diktatur. Die Durchsetzung der NS-Herrschaft in den Zentren und der Peripherie, 1932–1934 (= Zeitgeschichte im Fokus, Bd. 6). Berlin 2020.
- Michael C. Bienert (Hrsg.): Ernst Reuter. A Mirror on Berlin. Melbourne 2021.
- Michael C. Bienert (Hrsg.): Ernst Reuter. Freiheit. Berlin. Melbourne 2022.
- Michael C. Bienert/Matthias Oppermann/Kathrin Zehender (Hrsg.): „Die Freiheit geschieht nicht an uns, sie geschieht durch uns“. Richard von Weizsäcker und die deutsche Politik (= Zeitgeschichte im Fokus, Bd. 7). Berlin 2023.
- Michael C. Bienert: Celebrating New York. Ticker-Tape Parades, Media & the Global City. Melbourne 2023.
- Peter Brandt: 1948 – Jahr der Entscheidungen. Ernst Reuter und der Weg in den Kalten Krieg (= Ernst-Reuter-Hefte, H. 1). Berlin 2012.
- Agnes Bresselau von Bressensdorf: Frieden vor Freiheit? Die sozial-liberale Koalition und das Kriegsrecht in Polen 1981 (= Ernst-Reuter-Hefte, H. 9). Berlin 2018.
- Stefan Creuzberger: Willy Brandt und Michail Gorbatschow. Bemühungen um eine zweite „Neue Ostpolitik“, 1985–1990 (= Ernst-Reuter-Hefte, H. 5). Berlin 2014.
- Björn Grötzner: Outpost of Freedom. Ernst Reuters Amerikareisen 1949 bis 1953 (= Ernst-Reuter-Hefte, H. 3). Berlin 2014.
- Tobias Hirschmüller: Der Liberale und die Vergangenheit. Theodor Heuss und das deutsche Geschichtsbild (= Ernst-Reuter-Hefte, H. 6). Berlin 2015.
- Nils Lange: Von Kommunisten und Kolumnisten. Sebastian Haffner, Matthias Walden und das Problem der Anerkennung der DDR (= Ernst-Reuter-Hefte, H. 10). Berlin 2018.
- Matthias Oppermann: Liberaler Sozialismus. Ernst Reuters Kampf für die Freiheit (= Ernst-Reuter-Hefte, H. 2). Berlin 2013.
- Martin Otto: „Ein stiller Diplomat“. Ulrich E. Biel im Gespräch über die Berliner Nachkriegsgeschichte (= Ernst-Reuter-Hefte, H. 8). Berlin 2017.
- Heinz Reif/Barış Ülker: Herausforderung und Inspiration. Challenges and Inspirations. Ernst Reuter als Stadtreformer in der Türkei. Ernst Reuter as an Urban Reformer in Turkey (= Zeitgeschichte im Fokus, Bd. 3). Berlin 2015.
- Jürgen Peter Schmied: Rivalen – Gegner – Verbündete. Konrad Adenauer und Ernst Reuter (= Ernst-Reuter-Hefte, H. 13). Berlin 2023.
- Jens Schöne: Ronald Reagan in Berlin. Der Präsident, die Staatssicherheit und die geteilte Stadt (= Ernst-Reuter-Hefte, H. 7). Berlin 2016.
- Sven Schultze: „Land in Sicht?“ Agrarexpositionen in der deutschen Systemauseinandersetzung (= Zeitgeschichte im Fokus, Bd. 4). Berlin 2014.
- Sven Schultze: Völkerverständigung oder Luftgeltung? Die Ehrungen der Transatlantikflieger Köhl, von Hünefeld und Fitzmaurice in New York und Berlin (= Ernst-Reuter-Hefte, H. 11). Berlin 2019.
- Axel Weipert: „Den Fürsten keinen Pfennig!“ Der Volksentscheid zur Fürstenenteignung 1926 (= Ernst-Reuter-Hefte, H. 12). Berlin 2021.
- Jürgen Peter Schmied: Rivalen – Gegner – Verbündete. Konrad Adenauer und Ernst Reuter (= Ernst-Reuter-Hefte, H. 13). Berlin 2023.
- Regina Dieterle: Mit Tempo und Courage. Thea de Terra – Berliner Rennfahrerin der 1920er Jahre (= Ernst-Reuter-Hefte, H. 14). Berlin 2024.